# Мехмед-паша Кукавица
Мехмед-паша Кукавица (Војновићи - Истанбул, 1761) је био Србин муслиман, босански везир и валија током 18. вијека.
Рођен је у Војновићима у чувеној српској фочанској породици Павловић. Отац му је био свештеник. Доласком Турака који су купили данак у крви, оца су му убили на брвну, а њега одвели у Истанбул и потурчили. По предању паша никад није заборавио коријене. Када су га послали из Истанбула у Босну 1752. године, пролазећи кроз родно село срео је старицу, своју мајку која га је препознала по младежу испод пазуха. Она је замолила сина да јој испуни жељу, да сагради цркву у којој ће се молити. Мехмед је послушао мајку и саградио цркву која се налази у Војновићима у засеоку Попи.
У службовању се истакао одлучним мјерама којима је турска држава ојачала. Градитељ је многих познатих објеката међу којима се истичу: Себиљ у Сарајеву 1754. године, џамија у Травнику 1757. године, џамија и медреса у Фочи 1752, Црква Успења Пресвете Богородице у Попима и други објекти. За вријеме службовања у Босни угушио је велику сељачку буну која избила 1747. године у Тешњу, а која се касније проширила на Сарајево и Мостар.
Био је два пута босански везир, 1752-1756. и 1757—1760. године. Пао је у немилост Порте те је погубљен 1761. године.